# Maciej Muskała
Maciej Muskała – polski pedagog, dr hab. nauk społecznych, profesor uczelni i kierownik Zakładu Resocjalizacji Wydziału Studiów Edukacyjnych Uniwersytetu im. Adama Mickiewicza w Poznaniu.

## Życiorys
12 listopada 2002 obronił pracę doktorską Więź osadzonych ze środowiskiem, 11 kwietnia 2017 habilitował się na podstawie pracy zatytułowanej Odstąpienie od przestępczości - w teorii i praktyce resocjalizacyjnej. Został zatrudniony na stanowisku adiunkta w Zakładzie Resocjalizacji na Wydziale Studiów Edukacyjnych Uniwersytetu im. Adama Mickiewicza.
Awansował na stanowisko profesora uczelni i kierownika w Zakładzie Resocjalizacji na Wydziale Studiów Edukacyjnych Uniwersytetu im. Adama Mickiewicza w Poznaniu.
Jest członkiem Rady Dyscypliny Naukowej – Pedagogiki Uniwersytetu im. Adama Mickiewicza w Poznaniu i sekretarzem Komitetu Nauk Pedagogicznych, Sekcji Pedagogiki Resocjalizacyjnej PAN.